# مدال طلای ای‌آی‌ای
مدال طلای اِی‌آی‌اِی (به انگلیسی: AIA Gold Medal) یک جایزهٔ معماری ازطرف مؤسسهٔ معماران آمریکا است که به افراد تأثیرگذار در تئوری و طراحی معماری به‌صورت سالانه از سال ۱۹۴۷ تا کنون داده می‌شود.
- ۲۰۱۰: پیتر بوهلین (آمریکا)
- ۲۰۰۹: گلن مورکات (استرالیا)
- ۲۰۰۸: رنزو پیانو (ایتالیا)
- ۲۰۰۷: ادوارد بارنز (posthumous) (آمریکا)
- ۲۰۰۶: (اسپانیا)
- ۲۰۰۴: ساموئل مکبه (posthumous) (آمریکا)
- ۲۰۰۳: (بدون برنده)
- ۲۰۰۲: تادائو آندو (ژاپن)
- ۲۰۰۱: مایکل گریوز (آمریکا)
- ۲۰۰۰: ریکاردو لگورتا (مکزیک)
- ۱۹۹۹: فرانک گری (کانادا)
- ۱۹۹۸: (بدون برنده)
- ۱۹۹۷: ریچارد مایر (آمریکا)
- ۱۹۹۶: (بدون برنده)
- ۱۹۹۵: سزار پلی (آرژانتین)
- ۱۹۹۴: نورمن فاستر (بریتانیای کبیر)
- ۱۹۹۳: توماس جفرسون (posthumous) (آمریکا)
- ۱۹۹۳: کوین روشه (آمریکا)
- ۱۹۹۲: بنجامین سی. تامپسون Benjamin C. Thompson (آمریکا)
- ۱۹۹۱: چارلز مور (آمریکا)
- ۱۹۹۰: ئی. فِی جونز E. Fay Jones (آمریکا)
- ۱۹۸۹: جوزف اِشِریک Joseph Esherick (آمریکا)
- ۱۹۸۸: (بدون برنده)
- ۱۹۸۷: (بدون برنده)
- ۱۹۸۶: Arthur Charles Erickson (کانادا)
- ۱۹۸۵: ویلیام ویل کودیل posthumous) William Wayne Caudill) (آمریکا)
- ۱۹۸۴: (بدون برنده)
- ۱۹۸۳: ناتانیل اوینگز (آمریکا)
- ۱۹۸۲: رومالدو جورگولا Romaldo Giurgola (آمریکا)
- ۱۹۸۱: خوسپ یوئیس سرت (اسپانیا)
- ۱۹۸۰: (بدون برنده)
- ۱۹۷۹: آی. ام. پی (آمریکا)
- ۱۹۷۸: فیلیپ جانسون (آمریکا)
- ۱۹۷۷: ریچارد نویترا (posthumous) (اتریش)
- ۱۹۷۶: (بدون برنده)
- ۱۹۷۵: (بدون برنده)
- ۱۹۷۴: (بدون برنده)
- ۱۹۷۳: (بدون برنده)
- ۱۹۷۲: پیِترو بِلوشی Pietro Belluschi (آمریکا)
- ۱۹۷۱: لوئی کان (آمریکا)
- ۱۹۷۰: باکمینستر فولر (آمریکا)
- ۱۹۶۹: ویلیام ویلسون وورْسْتِر William Wilson Wurster (آمریکا)
- ۱۹۶۸: مارسل برور (آلمان)
- ۱۹۶۷: Wallace Kirkman Harrison (آمریکا)
- ۱۹۶۶: کنزو تانگه (ژاپن)
- ۱۹۶۵: (بدون برنده)
- ۱۹۶۴: پیِر لوئیجی نِروی Pier Luigi Nervi (ایتالیا)
- ۱۹۶۳: آلوار آلتو (فنلاند)
- ۱۹۶۲: ایرو سارینن (posthumous) (فنلاند/ آمریکا)
- ۱۹۶۱: لوکوربوزیه (سوئیس)
- ۱۹۶۰: لودویگ میس فن در روهه (آلمان)
- ۱۹۵۹: والتر گروپیوس (آلمان)
- ۱۹۵۸: جان ولبورن روت John Wellborn Root (آمریکا)
- ۱۹۵۷: رالف تامس واکر Ralph Walker (آمریکا)
- ۱۹۵۷: لوئیس اسکیدمور (آمریکا)
- ۱۹۵۶: کلارنس اس. استاین Clarence S. Stein (آمریکا)
- ۱۹۵۵: ویلِم مارینوس دودوک William Marinus Dudok (The (هلند)
- ۱۹۵۴: (بدون برنده)
- ۱۹۵۳: ولیام ادمز دِلانو William Adams Delano (آمریکا)
- ۱۹۵۲: اوگوست پِرِه Auguste Perret (فرانسه)
- ۱۹۵۱: برنارد میبک (آمریکا)
- ۱۹۵۰: Sir Patrick Abercrombie (UK)
- ۱۹۴۹: فرانک لوید رایت (آمریکا)
- ۱۹۴۸: چارلز دونا ماجینیس Charles Donagh Maginnis
- ۱۹۴۷: الییل سارینن
- ۱۹۴۴: لوئیس سالیوان (آمریکا)
- ۱۹۳۸: پل فیلیپ کْرِه Paul Philippe Cret
- ۱۹۳۳: راگنِر اوستبرگ Ragnar Ostberg
- ۱۹۲۹: میلتون بِنِت مِداری Milton Bennett Medary
- ۱۹۲۷: هاورد فان دورن شا Howard Van Doren Shaw (آمریکا)
- ۱۹۲۵: سِر ادوین لَندسیر لوتیِنز Sir Edwin Landseer Lutyens
- ۱۹۲۵: برترام گودهیو (آمریکا)
- ۱۹۲۳: هنری بیکن
- ۱۹۲۲: ویکتور لالو Victor Laloux
- ۱۹۱۴: ژان-لوئی پاسکال Jean-Louis Pascal
- ۱۹۱۱: جورج براون پُست George Browne Post
- ۱۹۰۹: چارلز مک‌کیم (آمریکا)
- ۱۹۰۷: آستون وب (بریتانیای کبیر)